# Felix Joseph Frans de Ghelcke
Felix Joseph Frans de Ghelcke-Huyghe (Ieper, 1 april 1784 - Ieper, 10 juni 1824) was een landeigenaar uit Ieper, grondwetsnotabele en Zuid-Nederlands lid van de Tweede Kamer der Staten-Generaal.  
De Ghelcke was een zoon van Eugenius Franciscus Xaverius de Ghelcke en Josephina Theresia Constantia Huyghe. Hij was in 1815 afgevaardigde bij de Vergadering van Notabelen en van 1816 tot 1820 namens het Ieperse district lid van de Provinciale Staten van West-Vlaanderen. Vanaf 1820 was hij lid van de Tweede Kamer, waar hij zich regeringsgezend opstelde. In 1823 werd hij herkozen, maar kon hij wegens ziekte niet opnieuw worden beëdigd.  